# Hermann I. (Weimar-Orlamünde)
Hermann I. von Weimar-Orlamünde (* um 1130; † 19. Oktober 1176) war ein Graf von Weimar-Orlamünde aus dem Geschlecht der Askanier.

## Leben
Hermann I. war der Sohn von Albrecht dem Bären und Sophie von Winzenburg, einer Schwester der Äbtissin Beatrix II. von Quedlinburg. Er war verheiratet mit Irmgard († 31. Juli (1174–1180)). Aus der Ehe war Siegfried III. hervorgegangen, der ihm als Graf folgte.
Hermann I. erhielt zu Lebzeiten von seinem Vater die Verwaltung Thüringens übertragen und wird ab 1167 als Graf genannt. 1174 wurde die Burg Weimar in der Auseinandersetzung mit dem Landgrafen Ludwig III. zerstört.